# Sidney Hatch
Sidney Hatch (Sidney Herbert Hatch; * 18. August 1883 in River Forest, Illinois; † 17. Oktober 1966 in Maywood, Illinois) war ein US-amerikanischer Langstreckenläufer, der Anfang des 20. Jahrhunderts erfolgreich war.

## Leben
Hatch war Mitglied des Illinois Athletic Club in Chicago und als talentierter Läufer bekannt. Für die Olympischen Spiele 1904 in St. Louis gab es in den USA noch keine Ausscheidungswettkämpfe, die Athleten wurden überwiegend von den namhaftesten Sportvereinen und Universitäten vorgeschlagen. Auch Hatch gehörte zu den auserwählten Teilnehmern.
Der erste Wettbewerb für Hatch bei den Spielen war der Marathonlauf, der von ungemein schwierigen äußeren Umständen geprägt war. Aber auch die unqualifizierte und teilweise sogar unzulässige Hilfestellung, die einigen Läufern zuteil kam, beeinflusste den Lauf erheblich. Mit dem achten Platz erreichte Hatch unter diesen Bedingungen ein durchaus respektables Ergebnis.
Vier Tage nach dem Marathonlauf fand ein Mannschaftslauf über 4 Meilen statt, bei dem es sich eigentlich um einen Städtekampf zwischen Läufern aus Chicago und New York handelte. Die Läufer aus Chicago wurden als Mannschaft der Chicago Athletic Association angekündigt. Es wurde ein Lauf ausgetragen, an dem zehn Läufer (fünf für jede Mannschaft) teilnahmen. Die Mannschaftswertung erfolgte nach Platzziffern (Platz 1 = 1 Punkt; Platz 2 = 2 Punkte etc.). Hatch sollte das Team nur vervollständigen, da sonst keine geeigneten Läufer der Chicago Athletic Association verfügbar waren. Tatsächlich belegte Hatch im Rennen auch nur den zehnten und letzten Platz. Seine Mannschaft verlor die Wertung gegen das Team des New York Athletic Club, doch trotz der Niederlage belegte man statistisch den zweiten Platz, denn weitere Mannschaften waren nicht am Start.
In den USA entwickelte sich nach den Spielen ein reges Interesse an Langstreckenläufen. 1905 organisierte der Illinois Athletic Club in Chicago einen eigenen Marathonlauf über 25 Meilen, der jährlich ausgetragen werden sollte und als Konkurrenz zum Boston-Marathon gedacht war. Hatch, Mitglied des Clubs, beteiligte sich mehrere Jahre am Lauf seines Vereins, konnte ihn aber nie gewinnen.
Mehr Erfolg hatte Hatch bei einem anderen ebenfalls 1905 ins Leben gerufenen Lauf, dem All Western Marathon des Missouri Athletic Club in der Olympiastadt St. Louis. War er bei der Premiere noch Zweiter, konnte er den Lauf von 1906 bis 1908, sowie 1911, 1914 und 1915 gewinnen. Der Lauf 1908 war ein Ausscheidungslauf für die Teilnahme an den Olympischen Spielen 1908 in London, und mit seinem Sieg hatte Hatch die Fahrkarte in der Tasche.
Der Lauf bei den Spielen 1908 war für Hatch ebenso erfolglos, wie der von 1904. Zu keiner Zeit spielte er eine wichtige Rolle und lief schließlich auf dem 14. Platz ins Ziel ein.
Platzierungen bei Olympischen Spielen:
- III. Olympische Spiele 1904, St. Louis
  - 4 Meilen Mannschaft – Silber mit der Gemischten Mannschaft Chicago Athletic Association (Gold an New York Athletic Club, USA)
  - Marathon – Achter Platz ohne Zeitnahme (Gold an Thomas Hicks aus den USA mit 3:28:53 h)
- IV. Olympische Spiele 1908, London
  - Marathon – 14. Platz mit 3:17:53 h (Gold an John Hayes aus den USA mit 2:55:18,4 h)

Hatch ließ sich von der Erfolglosigkeit beim olympischen Marathonlauf wenig beeindrucken, er beteiligte sich weiter an zahlreichen Läufen. 1911 gewann er neben dem All-Western Marathon auch den Yonkers-Marathon. 1912 war der All-Western Marathon erneut Ausscheidungslauf für die Teilnahme an den Olympischen Spielen 1912 in Stockholm. Hatch, der den Lauf zuvor bereits viermal gewann, wurde 1912 nur Dritter und verpasste damit die direkte Qualifikation. Kurz vor den Spielen teilte man Hatch mit, dass er doch noch ins Team für Stockholm aufgenommen werden könne, allerdings hätte er die Reise aus eigener Tasche finanzieren sollen. Dies war ihm jedoch nicht möglich.
Hatch beteiligte sich mehrfach auch am Boston-Marathon, wurde dort 1915 und 1916 jeweils Dritter, 1917 Zweiter und hatte weitere Platzierungen unter den Top 10. Bis 1922 beteiligte er sich an insgesamt 45 Marathonläufen, die er alle beendete und dabei weitere beachtliche Erfolge erzielte.

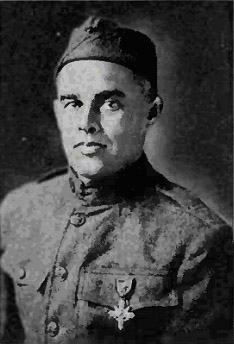
Sidney Hatch 1918 als Soldat der US-Army

1916 bewies Hatch, dass er auch auf längeren Distanzen über ein enormes Leistungsvermögen verfügte. Den Langstreckenlauf zwischen Milwaukee und Chicago über eine Distanz von 95,7 Meilen (153,2 km) absolvierte er in Rekordzeit mit 14:50:30 Stunden und verbesserte damit den alten Rekord aus dem Jahr 1907 seines ehemaligen Teamkollegen im Mannschaftslauf bei den Olympischen Sommerspielen 1904, Albert Corey.
Im Ersten Weltkrieg diente Hatch in der US-Army als Kurier und war 1918 in Frankreich stationiert. Obwohl im Gefecht nahe der Stadt Brieulles-sur-Meuse von einer Granate verletzt, machte er sich auf einen längeren Weg von seiner Stellung ins Hauptquartier, überbrachte dort eine wichtige Meldung und half auf dem Rückweg beim Munitionstransport. Erst danach bemerkte man seine Verletzung und brachte ihn zum Sanitätsdienst. Für diese Leistung erhielt er das Distinguished Service Cross und wurde mit dem Purple Heart sowie dem französischen Croix de guerre ausgezeichnet.
Sidney Hatch heiratete 1921 Gertrude Morris, mit der er drei Kinder hatte. 1923 begann Hatch in seiner Heimatstadt River Forest als Briefträger zu arbeiten. Erst 1953, mit 70 Jahren, schied er aus dem Postdienst aus. Hatch starb im Alter von 83 Jahren.